# Sharda (rivière)
La Sharda (ou Mahakali) est une rivière népalaise puis indienne d'une longueur de 350 km qui coule depuis l'Himalaya jusqu'à la Karnali qui se poursuit ensuite vers le Gange.